# Région de développement de Bucarest-Ilfov
La région de Bucarest-Ilfov (en roumain : Regiunea de dezvoltare București și Ilfov) est une région de développement de Roumanie créée en 1998, sous-partie de la macro-région 3.
La région de développement comprend un județ, celui d'Ilfov. Au sein de ce judet, la municipalité de Bucarest constitue cependant une 42e division administrative de la Roumanie à côté des 41 judets.